# Beli Manastir
Beli Manastir (en húngaro: Pélmonostor) es una ciudad ubicada al este de Croacia en el Condado de Osijek-Baranya, cerca del límite con Hungría.

## Origen del nombre
El nombre significa "monasterio blanco" .El nombre "Beli Manastir" es originalmente el término serbio para la expresión croata "Bijeli Samostan". Este nombre fue introducido en 1923 durante el Reino de los Serbios, Croatas y Eslovenos, y antes de esto era conocida como Monostor en croata y serbio. También era conocida como Pélmonostor en húngaro y en alemán Manoster.
Otros nombres utilizados para la ciudad en la historia fueron: Pel, Bell, y Monostor. Todos los nombres están relacionados con los monasterios que existían en la historia en este lugar. El primer monasterio fue construido en el s. IX durante el gobierno del duque Kocelj. Este monasterio fue arrasado más tarde, y lo único que quedó fue el  pil (obelisco), de ahí su posterior nombre en húngaro, que era una versión de esta palabra eslava.

## Historia

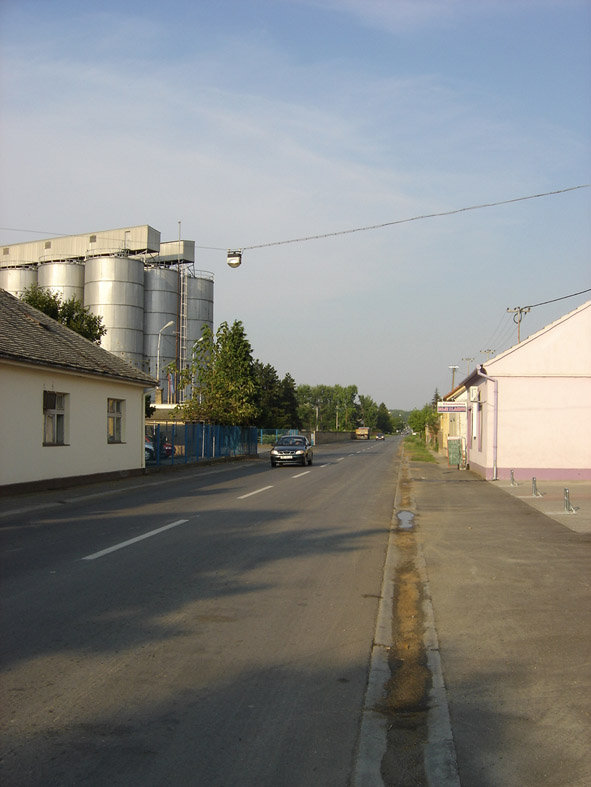
Betonska Street en Beli Manastir

La ciudad fue mencionada por primera vez en 1212 bajo el nombre de Pel. Que ha tenido la composición étnica muy diversa desde sus primeros tiempos. La población de la ciudad a través de la historia incluye croatas, serbios, húngaros, alemanes y romanos.
De acuerdo con el censo de 1910, la ciudad tenía 2.447 habitantes, de los cuales 1,496 (61.1%) fueron alemanes, 478 (19,5%) serbios y 443 (18,1%) magiares.
En 1929 la población era de húngaros (33,8%), los alemanes (32,6%), croatas (18,8%) y serbios (alrededor del 12%).
Durante la Guerra Croata de Independencia, Beli Manastir fue incorporada junto con otras ciudades en la separatista no reconocido República Serbia de Krajina Fue devuelta a control croata después de la guerra.

## Geografía
Se encuentra a una altitud de 126 m s. n. m. a 302 km de la capital nacional, Zagreb.

## Demografía
En el censo 2011 el total de población de la ciudad fue de 10 068 habitantes, distribuidos en las siguientes localidades:
- Beli Manastir - 8 049
- Branjin Vrh - 993
- Šećerana - 540
- Šumarina - 486

| Gráfica de población de Beli Manastir 1857-2011                     |
|                                                                     |
| Según los censos de población de la oficina estadística de Croacia. |